# Andre Lysenstøen
André Lysenstøen, född 27 oktober 1988, är en ishockeytränare och tidigare ishockeyspelare.
Lysenstøen har spelat fram till 2012. Han har varit i Lillehammer IK och Manglerud Star, HeKi och Stavanger Oilers.
Lysenstøen har utbildats på ishockeylinjen på Norges bästa idrottsgymnasium i Lillehammer och har representerat Norge på både U18- och U20-nivå. Lysenstøen var Norges första målvakt i ishockey-VM 2008.